# Plectolaimus magdalenae
Plectolaimus magdalenae är en rundmaskart som beskrevs av Bo Riemann 1970. Plectolaimus magdalenae ingår i släktet Plectolaimus och familjen Leptolaimidae. Inga underarter finns listade i Catalogue of Life.